# Materia zdegenerowana
Materia zdegenerowana – rodzaj materii o bardzo dużej gęstości złożonej z fermionów, w której główny składnik ciśnienia wiąże się z zakazem Pauliego. Ciśnienie należy tu rozumieć jako parametr przeciwstawiający się zajęciu przez cząstki mniejszej objętości. Cząstki (np. elektrony, neutrony) nie mogą zająć mniejszej objętości z powodu zajęcia już wszystkich stanów energetycznych o dopuszczalnej energii. Materia taka zachowuje się podobnie do cieczy, a nie gazu, gdyż nie zmniejsza objętości w wyniku zwiększania ciśnienia.
Materia taka występuje w przyrodzie w dwóch zasadniczych postaciach. Ciśnienie może pochodzić od zdegenerowanych elektronów, i tak zbudowane są gwiazdy typu białego karła, albo od zdegenerowanych neutronów, jak w gwiazdach neutronowych. W tym drugim przypadku materia ma ogromną gęstość rzędu 1017kg/m3. Łyżeczka do herbaty wypełniona zdegenerowaną materią miałaby masę około 1 mld ton.